# Кондеменос
Контемѐнос (на гръцки: Κοντεμένος; на турски: Kılıçaslan) е село в Кипър, окръг Кирения. Според статистическата служба на Северен Кипър през 2011 г. селото има 194 жители.
Де факто е под контрола на непризнатата Севернокипърска турска република.